# Pentakarbonilhidridomangan
Pentakarbonilhidridomangan je organometalno jedinjenje s formulom .